# Бульоса, Кармен
Ка́рмен Боульо́са (исп. Carmen Boullosa, 4 сентября 1954 года, Мехико, Мексика) — мексиканская писательница.

## Биография
Изучала испанский язык и литературу в частном Ибероамериканском университете и в Независимом национальном университете в Мехико. В 1980 году основала издательство «Три сирены», выпускавшее малотиражные иллюстрированные издания. В 1983 открыла кафе-клуб «Ворон», культурный центр, просуществовавший до 2000 года. Преподавала в университетах Франции и США.
Муж — американский историк Майк Уоллес. Супруги живут в США, у них двое детей.

## Творчество
Наиболее известна историческими романами о мужском мире насилия, написанными на материале колониальной эпохи в Латинской Америке. Романы переведены на английский, французский, немецкий, итальянский, голландский, китайский и др. языки. Автор нескольких пьес, стихотворных сборников, книг для детей.

## Признание
Лауреат национальной премии Хавьера Вильяуррутьи (1989), премии Анны Зегерс (1997, Берлин).

## Произведения

### Романы
- Mejor desaparece, México, D.F.: Océano, 1987
- Antes / Прежде (1989)
- Son vacas, somos puercos / Они — коровы, а мы свиньи (1991)
- El médico de los piratas/ Исцелитель пиратов (1992)
- Llanto / Крик (1992)
- La milagrosa/ Чудотворица (1994, премия LiBeratur, ФРГ)
- Cielos de la tierra /Рай на земле (1997)
- Treinta años/ Тридцать лет (1999)
- De un salto descabalga la reina/ Царица спешивается одним прыжком (2002)
- La otra mano de Lepanto/ Рука, потерянная под Лепанто (2005)
- La novela perfecta/ Безупречный роман (2006)
- El Velázquez de París/ Веласкес в Париже (2007)
- La virgen y el violín/ Девушка и скрипка (2008, историко-биографический роман о Софонисбе Ангиссола)
- El complot de los románticos/ Заговор романтиков (2009)
- Las paredes hablan/ Стены имеют язык (2010)
- Texas/ Техас (2013)
- El libro de Ana/ Книга Анны (2016)[1]

### Новеллы
- El fantasma y el poeta (2007, историко-фантастические новеллы)

### Автобиографическая проза
- Cuando me volví mortal (2010)

### Пьесы
- Cocinar hombres: obra de teatro íntimo. México, D.F.: Ediciones La Flor, 1985.
- Teatro herético: Propusieron a María, Cocinar hombres, Aura y las once mil vírgenes. Puebla: Universidad Autónoma de Puebla, 1987.
- Mi versión de los hechos. México, D.F.: Arte y Cultura Ediciones, 1997.
- Los Totoles. México, D.F.: Alfaguara, 2000.

### Поэзия
- El hilo olvida. México, D.F.: La Máquina de Escribir, 1979.
- Ingobernable. México, D.F.: Universidad Nacional Autónoma de México, 1979.
- Lealtad. México, D.F.: Taller Martín Pescador, 1981.
- Abierta. México, D.F.: Delegación Venustiano Carranza, 1983.
- La salvaja. México, D.F.: Taller Martín Pescador, 1988.
- Soledumbre. México, D.F.: Universidad Autónoma Metropolitana, 1992.
- Envenenada: antología personal. Caracas: Pequeña Venecia, 1993.
- Niebla. Michoacán: Taller Martín Pescador, 1997.
- La Delirios. México, D.F.: Fondo de Cultura Económica, 1998.
- Jardín Elíseo, Elyssian Garden. Trans. Psiche Hugues. Monterrey, 1999.
- Agua. Michoacán: Taller Martín Pescador, 2000.
- Salto de mantarraya. México, D.F.: Fondo de Cultura Económica, 2004.
- La Patria Insomne. Madrid: Editorial Hiperión, 2011
- Corro a mirarme en ti; y, Otoño en Brooklyn. México: Consejo Nacional para la Cultura y las Artes, 2012

## Публикации на русском языке
- Умершей сестре Марии Хосе. Стихотворение/ Пер. Павла Грушко// Подводная лодка, 1992, № 35 (138), с.4